# Longitud (cartografía)

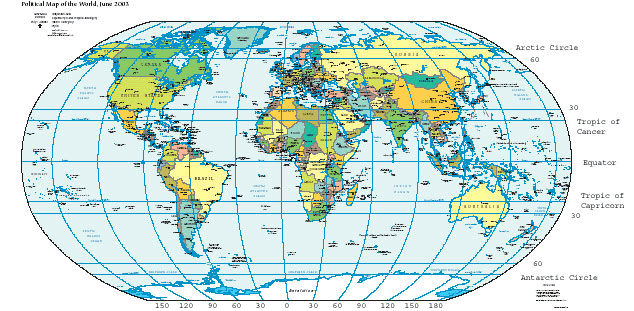
Mapa de la Tierra mostrando meridianos y paralelos.

La longitud  es una medida que en cartografía expresa la distancia angular entre un punto dado de la superficie terrestre y el meridiano que se toma como 0°, llamado meridiano base, medida a lo largo del paralelo en el que se encuentra dicho punto, una circunferencia cuyo centro es la intersección del eje de la Tierra con el plano del citado paralelo. En la actualidad, el meridiano base generalmente es el meridiano de Greenwich (observatorio de Greenwich), pero antiguamente hubo muchos otros que servían como referencia (para el mapa de Ptolomeo el meridiano de Alejandría, para los mapas españoles hasta el siglo XIX, el meridiano de Cádiz —observatorio de Cádiz— o el meridiano de Salamanca —observatorio de la Universidad de Salamanca, utilizado por la Compañía de Jesús—, para los franceses el meridiano de París —observatorio de París—, en Argentina a finales de siglo XIX se usó el meridiano que pasa por el antiguo observatorio de la ciudad  argentina de Córdoba, etc.).

Latitud y longitud en la Tierra.

La longitud geográfica se mide en grados (°), minutos (') y segundos (”); generalmente la cartografía usa grados sexagesimales, minutos sexagesimales y segundos sexagesimales. Existen varias maneras de medirla y expresarla:
- Entre 0° y 360°, aumentando hacia el Este del meridiano 0°;
- Entre 0° y 180° indicando a qué hemisferio (Occidental o W —del inglés West, nombre en este idioma del punto cardinal Oeste— u Oriental o E —punto cardinal Este—) pertenece;
- Entre 0° y 180° positivos —Este— o negativos —Oeste—

Así, noventa grados longitud Este puede representarse 90° o 90°E; y noventa grados Oeste puede ser 270°, 90°O o -90° y 64° 11’ 00” O significa una longitud o meridiano de 64 grados, 11 minutos y cero segundos Oeste (la O usada en el ámbito hispanohablante en muchos mapas es substituida por una W anglo-germánica); la misma longitud anterior puede ser también expresada usando un signo negativo, ya que es una longitud del Hemisferio Occidental: –64° 11’ 00”.
En navegación marítima la longitud se representa con la letra griega λ (lambda).
Debido a la rotación de la Tierra, existe una estrecha relación entre la longitud y la medición del tiempo. La hora local científicamente precisa varía con la longitud: una diferencia de 15° de longitud corresponde a una diferencia de una hora en la hora local, debido a la distinta posición con respecto al Sol. La comparación de la hora local con una medida absoluta del tiempo permite determinar la longitud. Según la época, la hora absoluta puede obtenerse a partir de un acontecimiento celeste visible desde ambos lugares, como un eclipse lunar, o de una señal horaria transmitida por telégrafo o radio. El principio es sencillo, pero en la práctica encontrar un método fiable para determinar la longitud llevó siglos y requirió el esfuerzo de algunas de las mentes científicas más brillantes.
La posición norte-sur de un lugar a lo largo de un meridiano viene dada por su latitud', que es aproximadamente el ángulo entre el ecuador celeste y la normal desde el suelo en ese lugar.
La longitud se da generalmente utilizando la normal geodésica o la dirección de la gravedad. La longitud astronómica puede diferir ligeramente de la longitud ordinaria debido a la desviación vertical, pequeñas variaciones en el campo gravitatorio de la Tierra.

## Historia del cálculo de la longitud
El cálculo de la latitud desde una nave es sencillo, basta con medir, en el hemisferio norte, el ángulo que forma la estrella polar con el horizonte, y en el hemisferio sur, el ángulo respecto al polo sur celeste que se puede determinar a partir de la Cruz del sur; este ángulo se puede medir con un cuadrante, un astrolabio o un sextante. Pero el cálculo de la longitud en alta mar presentaba serios problemas.
El concepto de longitud fue desarrollado por primera vez por los antiguos astrónomos griegos. Hiparco (siglo II a. C.) utilizó un sistema de coordenadas que suponía una Tierra esférica y la dividió en 360°, como seguimos haciendo hoy en día. Su primer meridiano pasaba por Alejandría.: 31  También propuso un método para determinar la longitud comparando la hora local de un eclipse lunar en dos lugares diferentes, demostrando así una comprensión de la relación entre la longitud y el tiempo.: 11  Claudio Ptolomeo (siglo II d. C.) desarrolló un sistema cartográfico que utilizaba paralelas curvas que reducían la distorsión. También recopiló datos de muchos lugares, desde Gran Bretaña hasta Oriente Próximo. Utilizó un meridiano primo a través de las Islas Canarias, de modo que todos los valores de longitud fueran positivos. Aunque el sistema de Ptolomeo era sólido, los datos que utilizó eran a menudo deficientes, lo que le llevó a sobreestimar en un 70% la longitud del Mediterráneo.: 551–553 
Tras la caída del Imperio Romano, el interés por la geografía decayó enormemente en Europa.: 65  Los astrónomos hindúes y musulmanes continuaron desarrollando estas ideas, añadiendo muchos lugares nuevos y a menudo mejorando los datos de Ptolomeo. Por ejemplo al-Battānī utilizó observaciones simultáneas de dos eclipses lunares para determinar la diferencia de longitud entre Antakya y Raqqa con un error inferior a 1°. Se considera que esto es lo mejor que se puede conseguir con los métodos entonces disponibles: observación del eclipse a simple vista y determinación de la hora local utilizando un astrolabio para medir la altitud de una "estrella reloj" adecuada.
A finales de la Edad Media, el interés por la geografía resurgió en Occidente, a medida que aumentaban los viajes y la erudición árabe empezaba a conocerse a través del contacto con España y el norte de África. En el siglo XII se prepararon tablas astronómicas para varias ciudades europeas, basadas en el trabajo de AbAzarquiel en Toledo. El eclipse lunar del 12 de septiembre de 1178 sirvió para establecer las diferencias de longitud entre Toledo, Marsella y Hereford. : 85 
El cálculo de la longitud en teoría se reduce a medir la diferencia horaria entre un punto de referencia y la posición actual de la nave. El problema de la determinación de la longitud según la posición del observador se resuelve gracias a Rui Faleiro durante el primer viaje de circunnavegación de Magallanes, siendo Faleiro el organizador científico del viaje, siendo este descubrimiento una de las razones del viaje, y un gran éxito para la navegación, para la Corona de Castilla y Aragón. La medida de la posición del Sol indicaba el tiempo local, pero el tiempo de referencia no se podía conocer sin relojes suficientemente precisos, que no se vieran afectados por los vaivenes de la navegación o por los cambios de presión y temperatura. Estos relojes no se construyeron hasta los siglos XVIII y XIX. 
En esa época se calculaban las longitudes de un modo no muy preciso, deduciendo las distancias recorridas por las naves mediante un instrumento bastante primitivo llamado bolina o corredera. Este instrumento utilizaba como módulos de cálculo una serie de nudos en una cuerda (que permitían deducir la distancia recorrida por el buque cada hora, tiempo que generalmente era inferido con poco precisos relojes de arena), dando origen a la actual denominación de la medición náutica en nudos. El método permitía inferir muy rudimentariamente las distancias longitudinales (es decir, las distancias recorridas de este a oeste o viceversa). Un intento de compensar esas imprecisiones se encuentra en las líneas para navegar que unen puertos u otros sitios notorios en los antiguos portulanos.
Es por ello que hasta entonces los fallos en la estimación de la longitud produjeron graves imprecisiones (por ejemplo, para delimitar cuál era el meridiano de la Línea de Tordesillas) o produciendo auténticos desastres marinos: la flota británica del almirante Cloudesley Shovell “chocó” con las islas Sorlingas en el año 1707 por un defectuoso cálculo de su posición. El mismo problema llevó al navío británico Centurion en 1741 a vagar por el estrecho de Magallanes sin conocer su posición. Cuando llegó al Pacífico y quiso repostar en las Islas Juan Fernández de Chile, no supo si debía ir al este o al oeste. Tomó la decisión equivocada y acabó en la costa de Chile. Los navíos españoles y portugueses que viajaban al Caribe debían ir en escuadras por rutas establecidas para no perderse, lo que les hacía presa fácil de los piratas y corsarios británicos. Todas estas circunstancias hicieron del cálculo de la longitud una prioridad estratégica de los gobiernos. Felipe III estableció un premio en 1598 para quien “descubriese la longitud”. Lo mismo hizo el gobierno británico en 1714.
Otra posibilidad era medir las diferencias horarias entre dos puntos mediante observaciones astronómicas. Si se conoce a qué hora tiene que ocurrir un eclipse en tierra firme en un punto y medimos la hora local de ese eclipse en alta mar podremos calcular la longitud. Los eclipses solares o lunares son escasos pero esto se solucionó después de que Galileo observara los satélites de Júpiter en 1610. Estos presentan eclipses unas mil veces al año. Galileo propuso que una observación en alta mar de estas apariciones y desapariciones daría una medida exacta de la longitud. El método era correcto y de hecho sirvió para determinar la longitud en tierra firme, aunque presentaba grandes dificultades durante la navegación debido a la poca estabilidad de los barcos. 
Esta aplicación práctica de las observaciones astronómicas condujo a la creación de observatorios astronómicos por toda Europa: Cassini dirigió el Observatorio Astronómico de París creado en 1667 por Colbert (ministro de Luis XIV) desde donde fijó la longitud de París utilizando el método de las lunas de Júpiter de Galileo. El Real Observatorio de Greenwich fue fundado en 1675 con la misión de estudiar el mapa celeste de la Luna y las estrellas “para perfeccionamiento del arte de la navegación”. En España, el marino y científico Jorge Juan propuso la creación del Real Instituto y Observatorio de la Armada en San Fernando, en Cádiz, en el año 1753. Con ello se pretendía que los futuros oficiales de la Marina aprendiesen y dominasen una ciencia tan necesaria para la navegación como era entonces la astronomía.

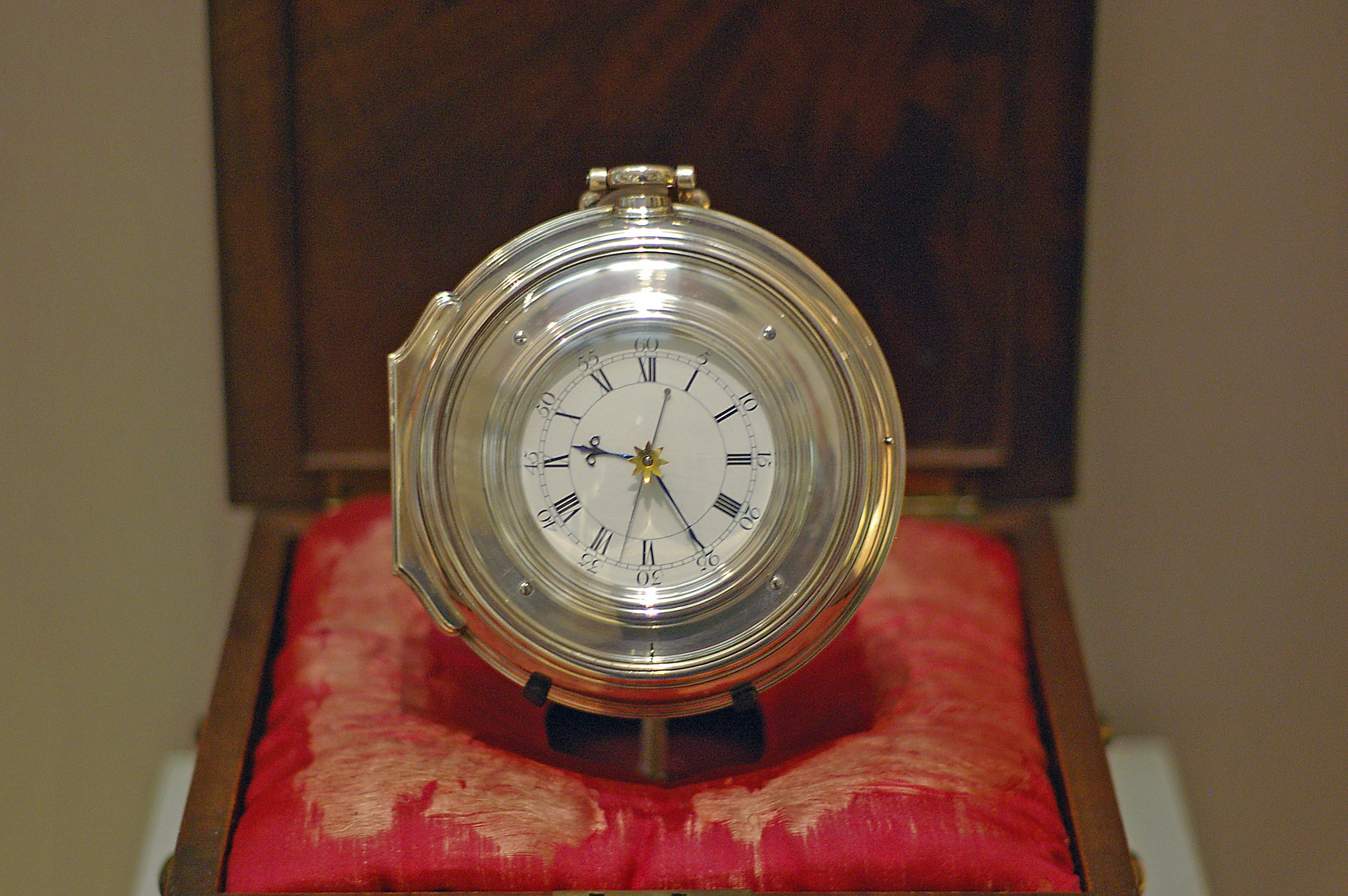
Uno de los cronómetros construidos por John Harrison.

Aunque Tobias Mayer encontró un método para determinar con gran aproximación la longitud midiendo el movimiento de libración de la Luna y usando los trabajos previos de Newton y Euler, el cálculo era tan laborioso que el gobierno británico se vio precisado a encargar al astrónomo Nevil Maskelyne en 1766 la elaboración de unas tablas anuales que hicieran innecesarios todos los cálculos. Sin embargo, la solución práctica al problema de la longitud vino por parte de José de Mendoza y Ríos, oficial de la marina española, que creando unas tablas de haversine, logró reducir el tiempo del cálculo de la longitud por las distancias lunares de "horas" a unos minutos.
Con el avance tecnológico en la medición del tiempo, y la fabricación de relojes marinos (cronómetros) cada vez más precisos, muchos de ellos de fabricación inglesa, aunque también los había franceses. Los manufacturados por el inglés John Harrison, que construyó hasta 5 versiones de sus relojes, consiguiendo premios del Board of longitude. Los tres primeros no se podían utilizar en el mar con mal tiempo, debido a sus grandes dimensiones y peso. consiguiendo una precisión de un tercio de segundo al día. De todas formas no había dos cronómetros que marcaran igual y se optó por la redundancia triple, de tres relojes se cogía el promedio de los dos que estaban más cerca, y a pesar de tener los cronómetros, diga lo que diga Dava Sobel, hasta finales del siglo XIX, todas las marinas navegaron por distancias lunares es decir con las Tablas de Mendoza, pagadas por el Baronet Banks, el que sufragó las expediciones de Cook.
Modernamente, el problema del posicionamiento preciso de los navíos se ha solucionado gracias al GPS. El sistema GPS (Global Positioning System) está basado en la localización mediante señales que se reciben de un conjunto de satélites artificiales que orbitan alrededor de la Tierra. El receptor recibe las señales de estos satélites y mediante triangulación puede conocer su posición con tan solo unos metros de margen de error, cuyo valor varía dependiendo principalmente de condiciones ambientales (nubosidad, clima, lluvia), tipo de relieve desde el que se esté midiendo como hondonadas, zonas accidentadas o bosques (es necesario recibir la señal de por lo menos tres satélites) y de la calidad del aparato receptor.